# Confederación Nacional de Organizaciones Campesinas, Indígenas y Negras
La Confederación Nacional de Organizaciones Campesinas, Indígenas y Negras (FENOCIN) és una organització activista principalment dels sectors camperols i indígenes de la societat equatoriana. El seu cap des del 2021 és Gary Espinoza Martínez. Reuneix 52 suborganitzacions amb un total de més de 1.300 grups base, als quals pertanyen 200.000 famílies de 18 províncies.
El seu origen es remunta a principis dels anys 60, en el context de les lluites per una reforma agraria favorable als pagesos del país. Va ser fundada l'any 1965 per la Confederación Ecuatoriana de Obreros Católicos (CEDOC) sota el nom de Federación de Trabajadores Agropecuarios (FETAP) que el 1968 in fou rebatejada com a Federación Nacional de Organizaciones Campesinas (FENOC). Adoptà el nom actual el 1988 per tal d'agrupar les reivindicacions de grups negres.
FENOCIN es diferencia de la CONAIE, la principal organització indígena del país, per les seves posicions polítiques. L'any 2003, FENOCIN es va oposar al govern de Lucio Gutiérrez al maig, en el qual van participar membres de la CONAIE com Luis Macas. Adoptant novament una posició contrària a la de la CONAIE, FENOCIN dona suport crític al govern de Rafael Correa, al qual la CONAIE s'oposa frontalment. FENOCIN, però, critica determinades actuacions del govern, com per exemple sumar-se a les mobilitzacions del 2010 contra la llei de l'aigua.
A nivell internacional, FENOCIN és membre de Via Campesina.